# ジャン1世 (ソワソン伯)
ジャン1世（Jean Ier, ? - 1115年以降）は、ソワソン伯（在位：1099年 - 1115年以降）。ソワソン伯ギヨーム・ビュザックとソワソン女伯アデライードの息子

## 生涯
1099年に兄ルノー2世が死去した後にソワソン伯位を継承した。ジャン1世はサン＝ジャン＝デ＝ヴィーニュ修道院と関わりがあった。
ジャン1世はピエールフォン領主ニヴェロン2世の娘アヴェリーヌ・ド・ピエールフォンと結婚した。2人の間には以下の子女が生まれた。
- ルノー3世（1141年没）[1] - ソワソン伯

ジャン1世の死後、息子ルノー3世が最後のノルマンディー家出身のソワソン伯となった。